# Ludvig Messmann
Carl Ludvig Ferdinand Messmann (født 15. marts 1826 i København, død 1. december 1893 i Göteborg) var en dansk maler, tegner og litograf.
Ludvig Messmann var uddannet i den eckersbergske tradition. Til hans motivkreds hørte blandt andet København og det nære opland. I 1859 rejser til Göteborg, og hans kunstneriske virke fortsatte i Sverige, og her er hans arbejder af Göteborg og omegn blevet tillagt en dokumentarisk værdi, fordi de er rige på detaljer.

## Eksterne Henvisninger
- Ludvig Messmann på Kunstindeks Danmark/Weilbachs Kunstnerleksikon
- annemessmann.dk Arkiveret 10. august 2015 hos  Wayback Machine

- Wikimedia Commons har flere filer relateret til Ludvig Messmann